# Metodije Spasovski
Metodije Spasovski (Skopje, 4 febbraio 1946) è un ex calciatore e allenatore di calcio jugoslavo.

## Carriera
Legò quasi interamente la sua carriera al Vardar Skojpe, con cui giocò per oltre un decennio nella massima serie jugoslava ottenendo come miglior risultato un 6º posto nella stagione 1967-1968. A metà della stagione 1974-1975 si trasferisce in Germania al 1.FC Saarbrücken, militante in seconda serie, e con esso ottenne la promozione in Bundesliga al termine dell'annata seguente.
A metà della stagione 1976-1977 fece ritorno al Vardar, all'epoca scivolato in seconda serie. Nel 1978 terminò la sua carriera da calciatore, ma rimase nello staff tecnico del Vardar fino a diventarne nel 1984 segretario generale. Per la stagione 1988-1989 sedette anche in panchina come capo-allenatore.